# برينان موريس
برينان موريس (بالإنجليزية: Brennan Morris)‏ هو سباح أمريكي، ولد في 2 نوفمبر 1990 في ألباني في الولايات المتحدة.

## روابط خارجية
- برينان موريس على موقع الاتحاد الدولي للسباحة (الإنجليزية)
- برينان موريس على موقع SwimRankings.net (الإنجليزية)